# Шульман, Аллан
Карл Аллан (Вальдемар) Шульман (швед. Carl Allan (Valdemar) Schulman; 20 января 1863, Тавастехус, Великое княжество Финляндское — 6 декабря 1937, Выборг, Финляндия) — финский архитектор, работавший в стиле северного модерна.

## Биография
Родителями Шульмана были государственный деятель Карл Леонард Шульман и Ловиса Гелиодора Форссман. Государственный деятель Отто Карл Ялмар Шульман был его братом, другим братом был аудитор и государственный деятель Карл Макс Вернер Шульман.
Учился в Педагогическом лицее Хямеэнлинна, в 1889 году окончил Хельсинкское политехническое училище.
Работал в Аргентине, Германии, Голландии, Дании и Швеции. Вернувшись на родину, поступил на службу в Главное управление публичных зданий в Финляндии. В 1899 году получил заказ на постройку Императорского санатория на курорте Халила (ныне санаторий «Сосновый Бор»).
На рубеже XIX—XX веков Аллан Шульман работал в выборгском архитектурном бюро, учреждённом совместно с Эмилем Густафссоном. А с 1915 по 1932 гг. занимал должность выборгского губернского архитектора. С 1897 года он спроектировал для Выборга более десяти многоэтажных зданий в стиле национального романтизма. Также проектировал здания в Териоках (Зеленогорск) и в Куоккале (Репино). Был членом Союза архитекторов Финляндии и Выборгского отделения Союза художников.
Выступал как профессиональный музыкант-дирижёр. Хоровые коллективы под его руководством выступали с успехом в Петербурге, Финляндии и других странах.

## Постройки
В выполненных в соавторстве с другими архитекторами ранних постройках А. Шульмана (таких, как усадьба Раухалинна под Савонлинной, флигель дома Поркки в Выборге) сочетаются элементы разных архитектурных стилей.

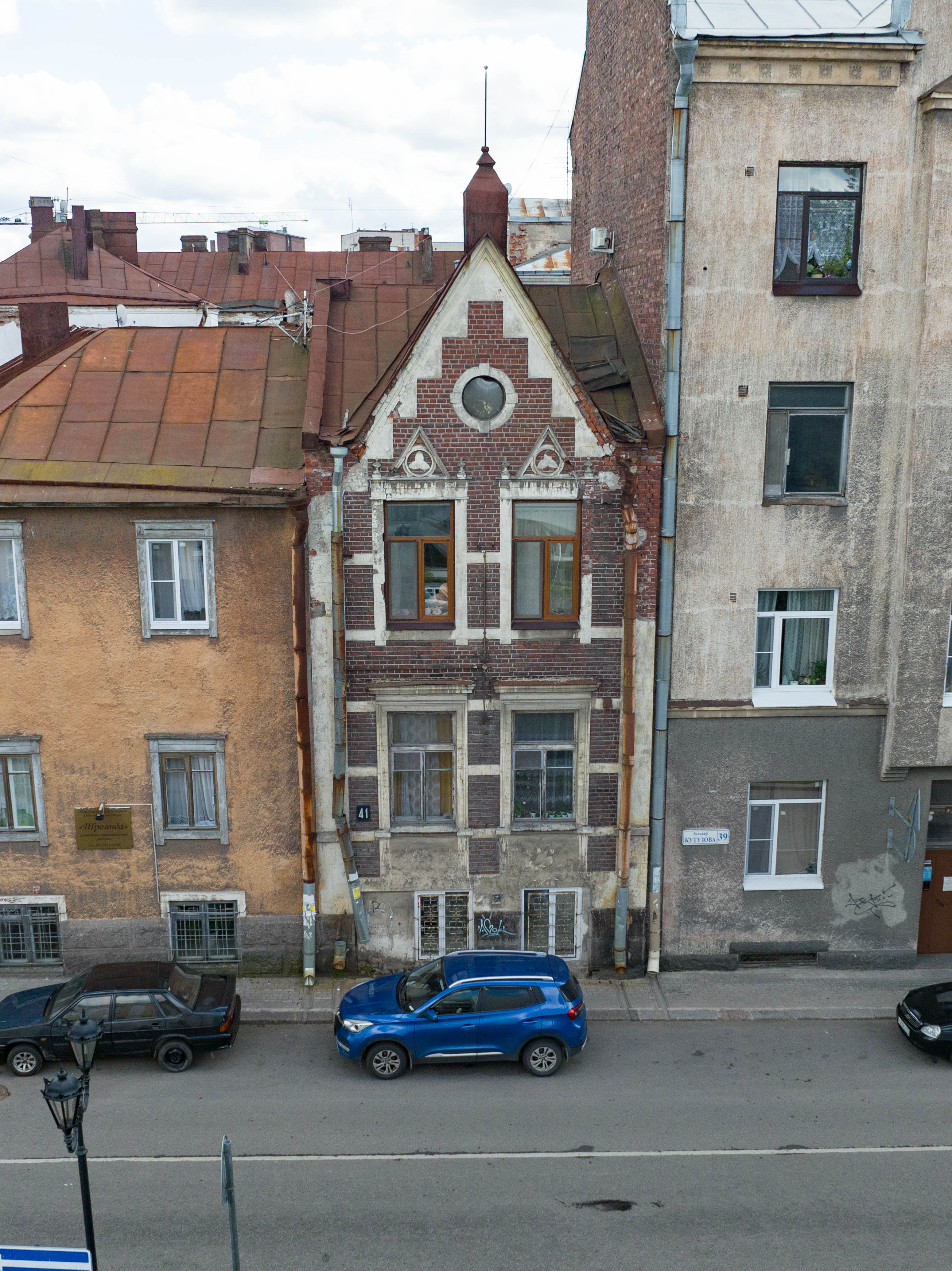
Флигель дома Поркки (1898 г.)
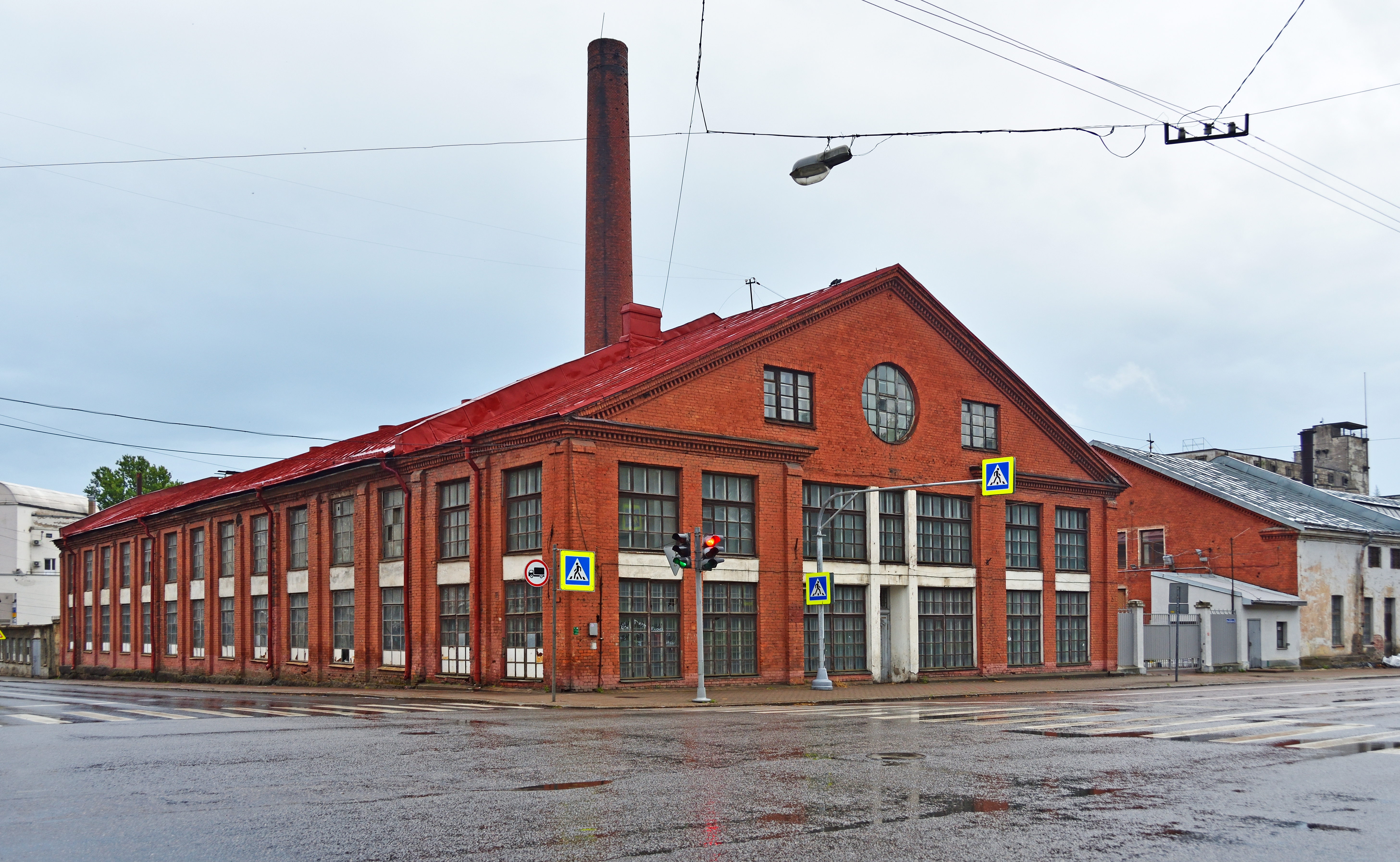
Мебельная фабрика Пиетинена (1899 г.)
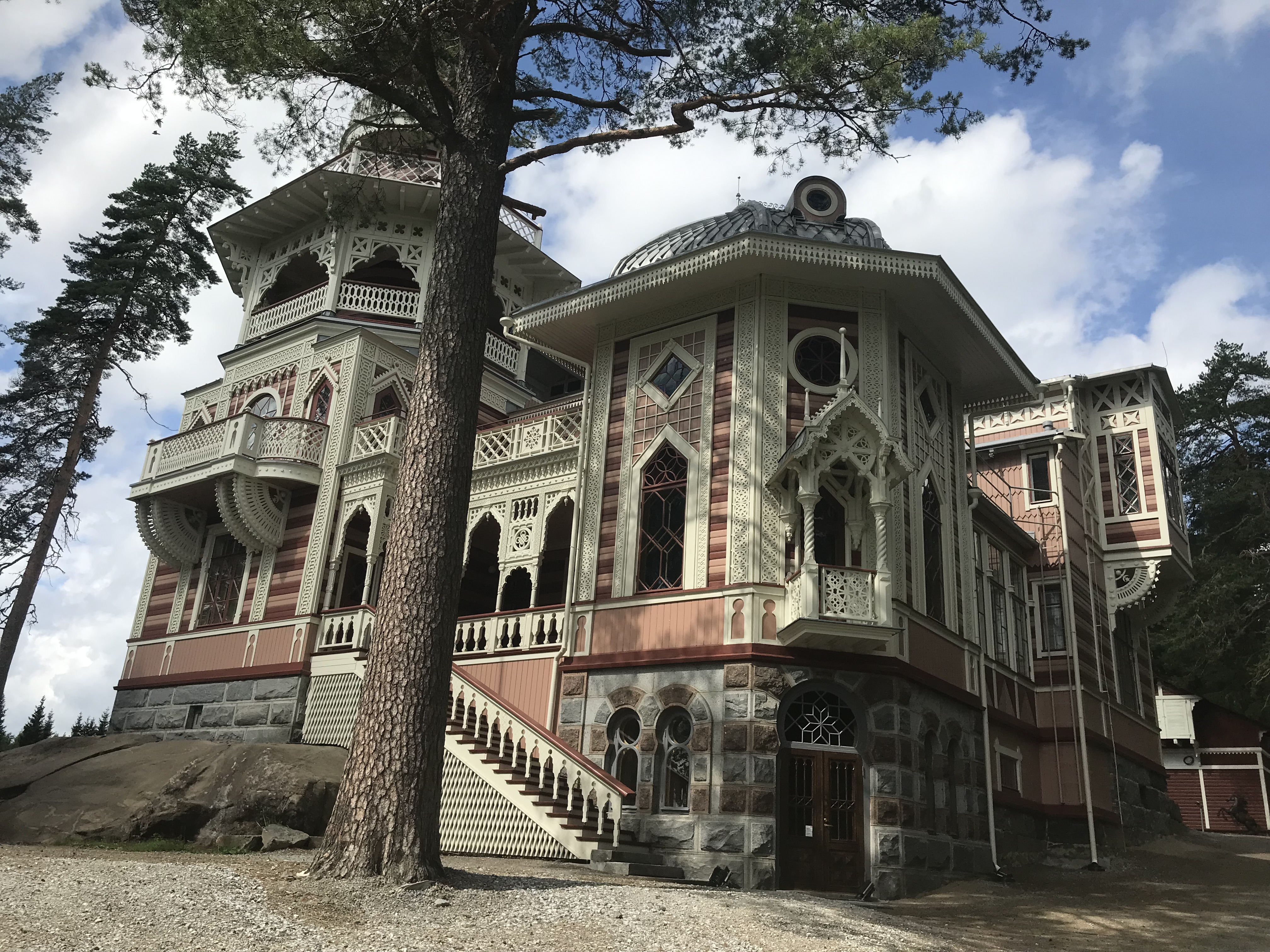
Усадьба «Раухалинна» (1900 г.)
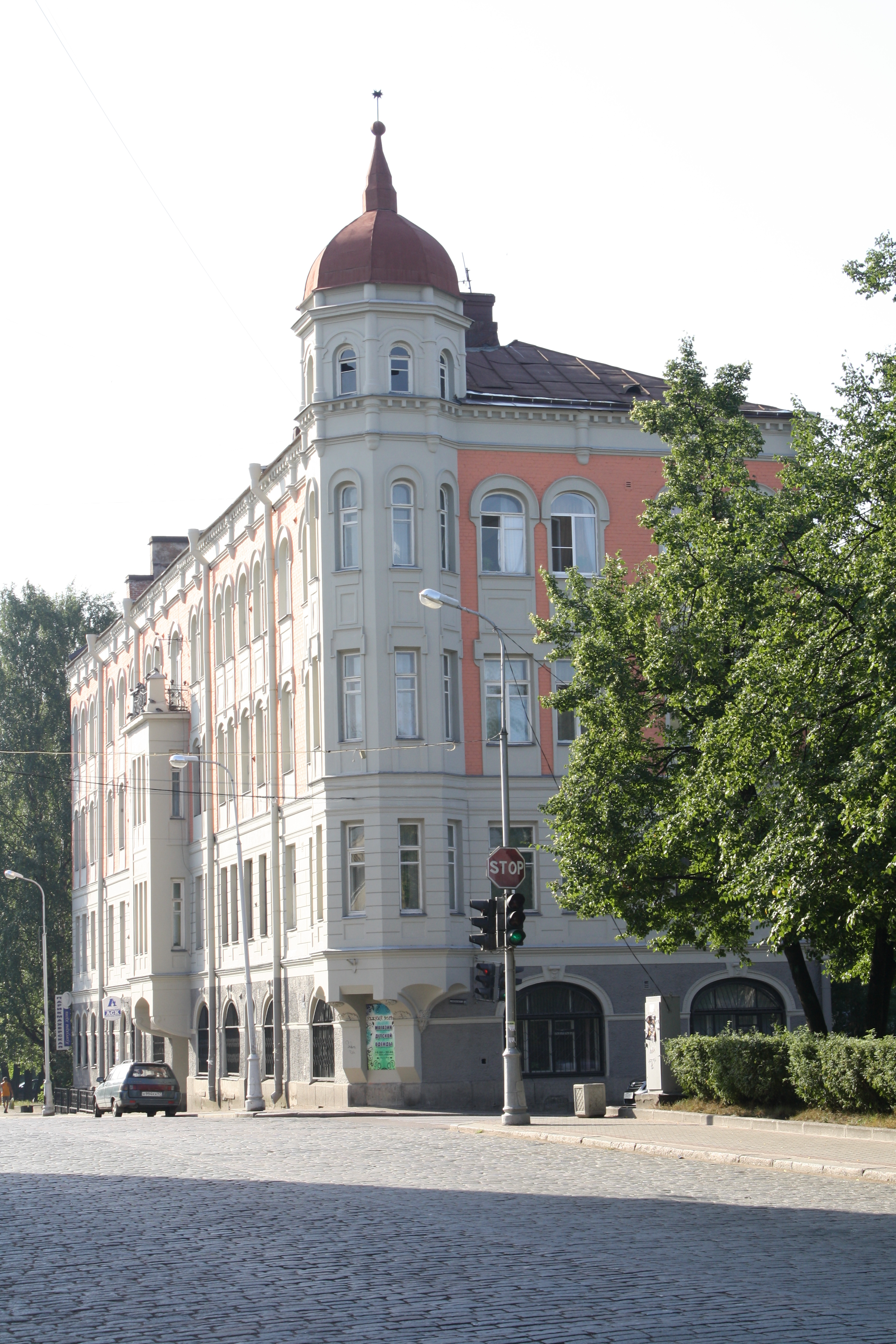
Жилой дом с магазинами компании «Арина» (1901 г.)

Затем зодчий обращается к приёмам северного модерна (национального романтизма). Среди известных работ Шульмана этого периода — бывший доходный дом купца Д. Маркелова (ныне — проспект Ленина, 6), ныне с книжным магазином (1903), и аналогичный по стилю жилой дом на ул. Пушкинской, 6 (1902).
В стиле модерн построены два дома, образующие въезд на площадь Красного колодца в Выборге — бывшие дом фирмы «Арина» (1903) и контора и квартиры филиала акционерного общества «Отсо» (1905), ныне — жилые дома.

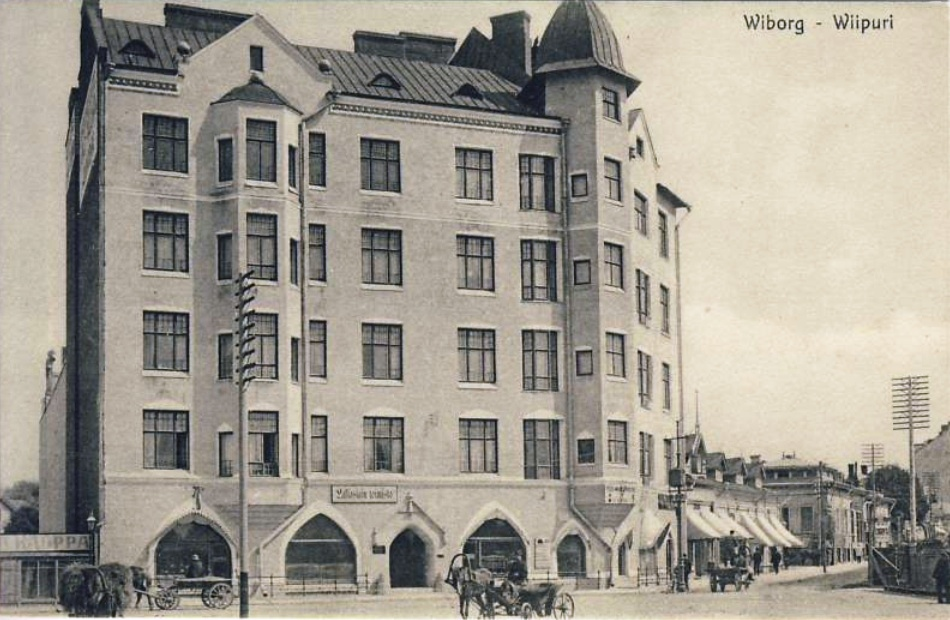
Дом компании «Арина» (1903 г.)
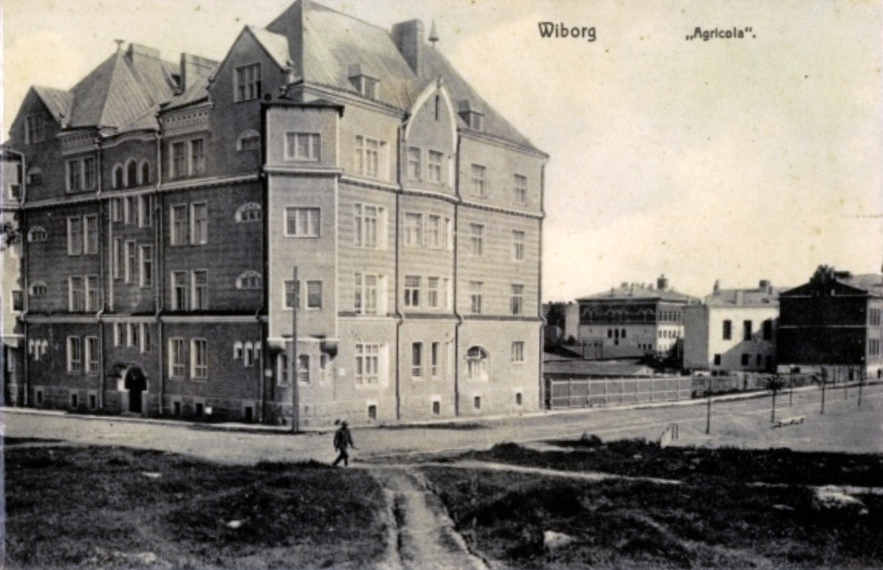
Дом компании «Агрикола» (1904 г.)
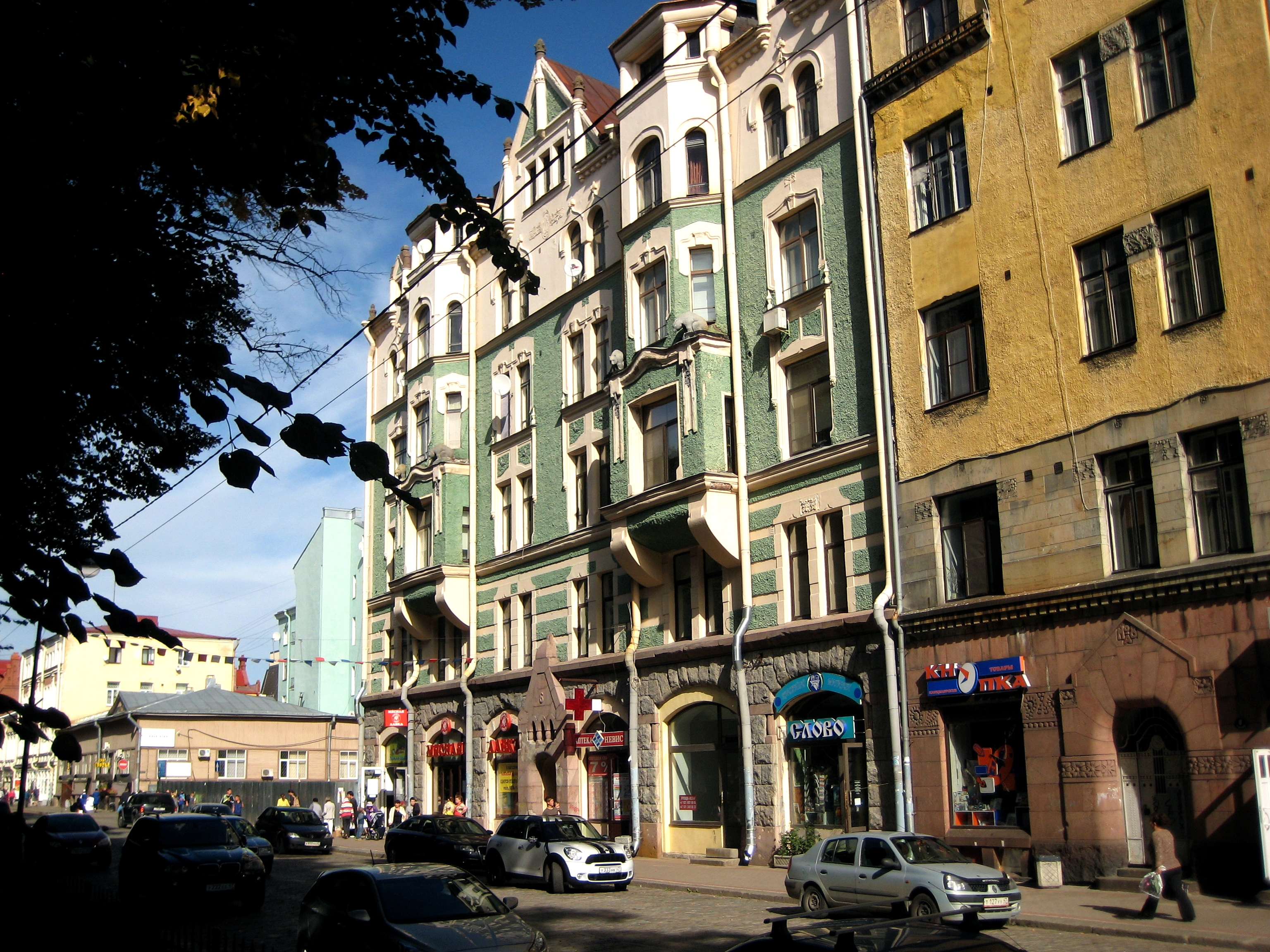
Дом купца Маркелова (1904 г.)
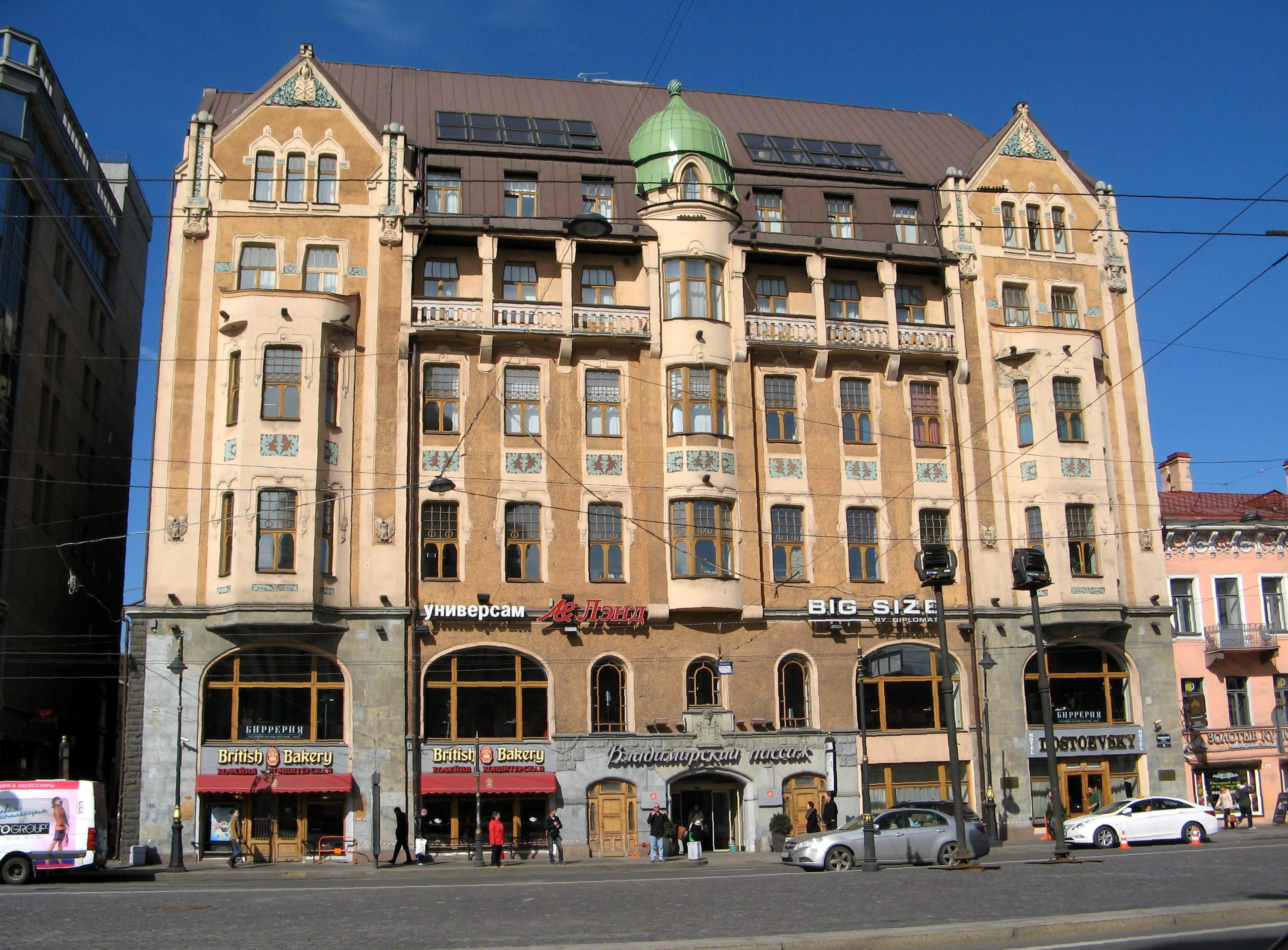
Дом фон Бессера (1904 г.)
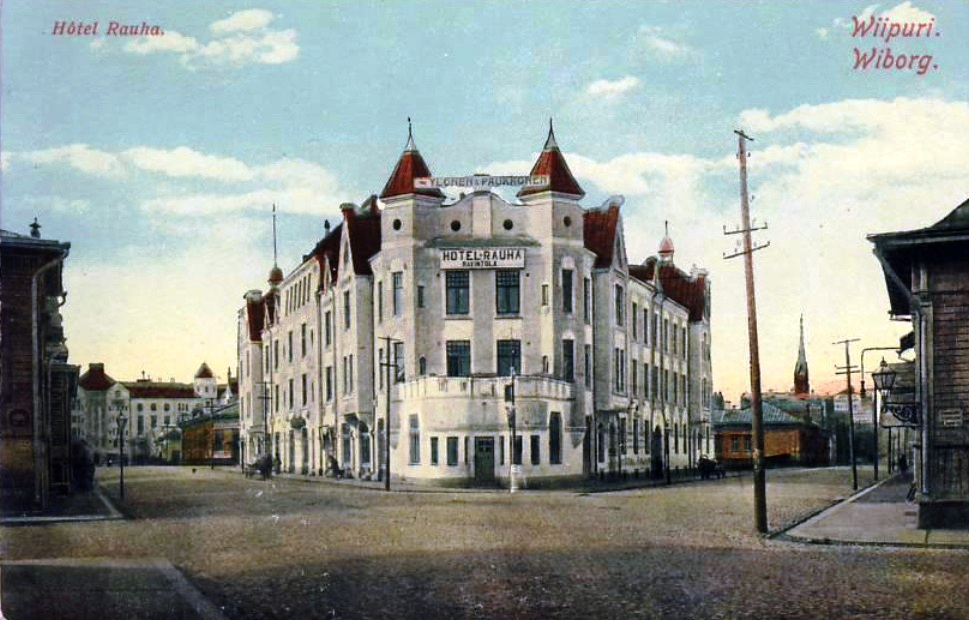
Гостиница «Рауха» (1904 г.)

Напротив дома «Хякли, Лаллукка и К°» расположено треугольное в плане здание бывшей гостиницы «Рауха» (ныне Вокзальная ул., 4), построенное в 1904 году по проекту Шульмана для купца Ф. Воробьёва. После смерти архитектора здание было перестроено, полностью лишившись оригинальных украшений в стиле модерн.
Также предположительно по проекту А. Шульмана в 1904 году в Санкт-Петербурге построен дом И. В. Бессера (ныне Владимирский проспект, 19).
В более поздних постройках архитектор отходит от принципов национального романтизма. Примером тому служат пятиэтажный дом компании «Альфа» на Ленинградском проспекте, 9 (1909) и бывшая школа совместного обучения, ныне — средняя школа № 11 (Школьная площадь, 5).

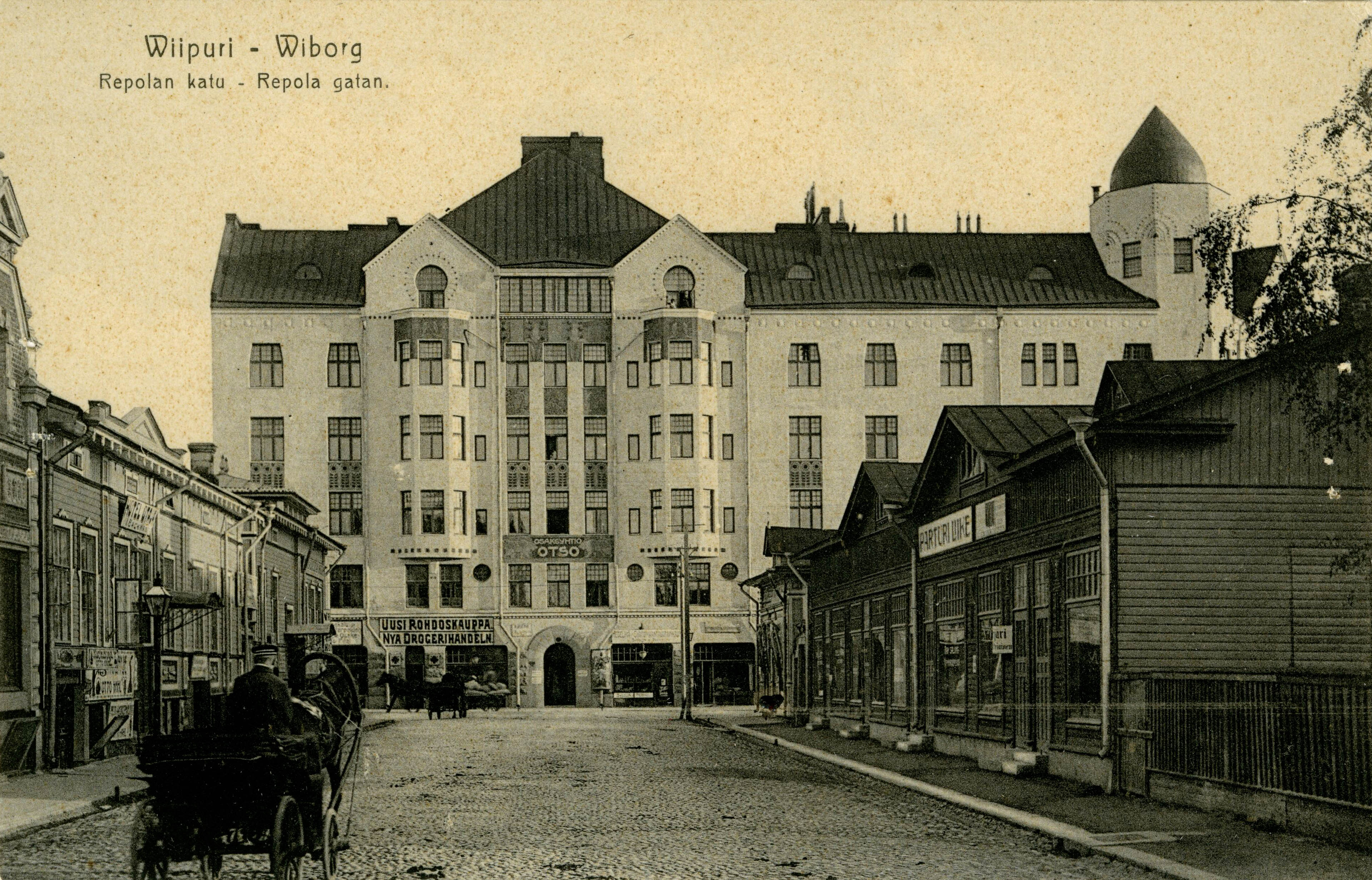
Дом компании «Отсо» (1905 г.)
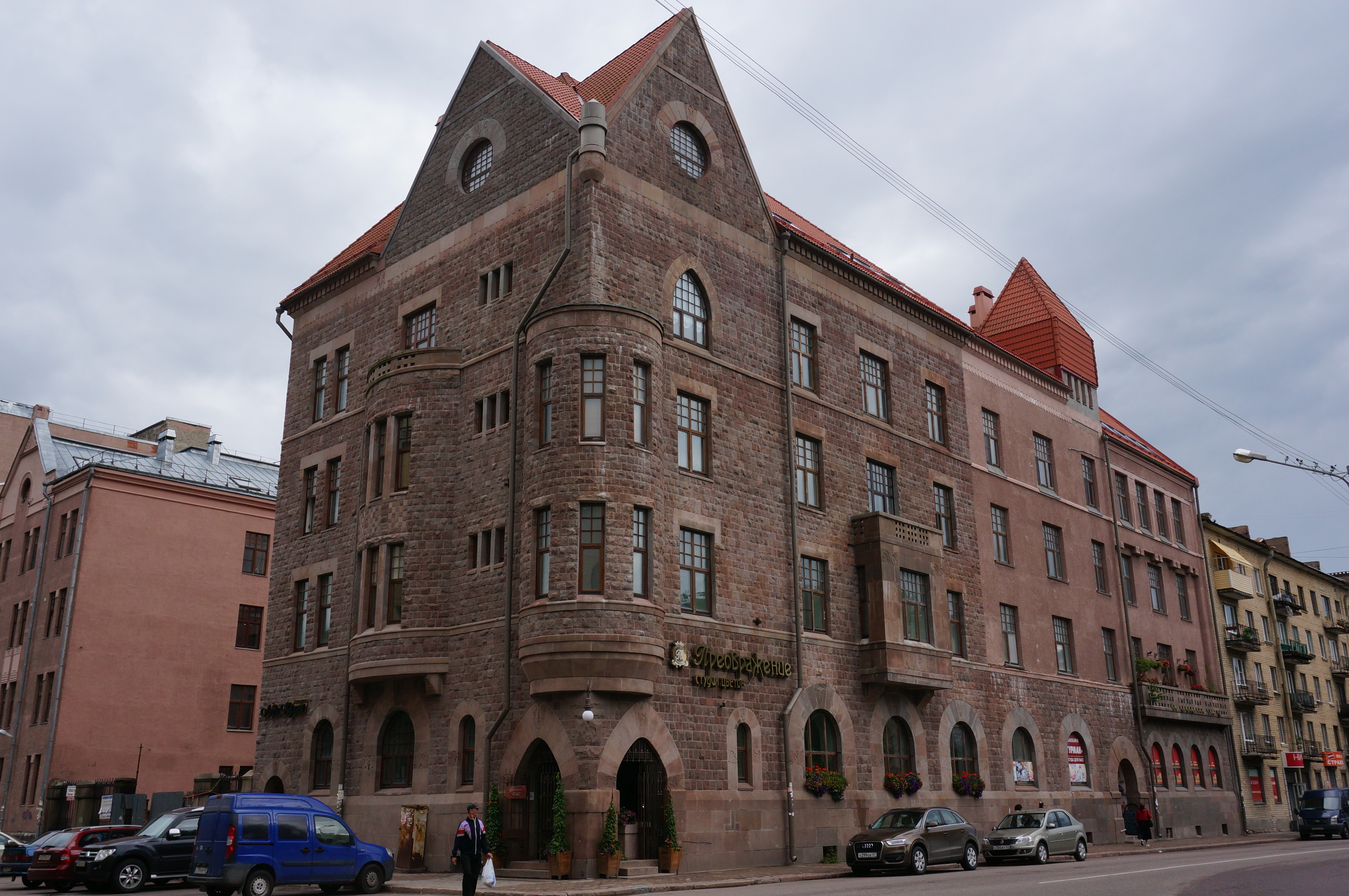
Доходный дом фирмы «Хякли, Лаллукка и К°» (1906 г.)
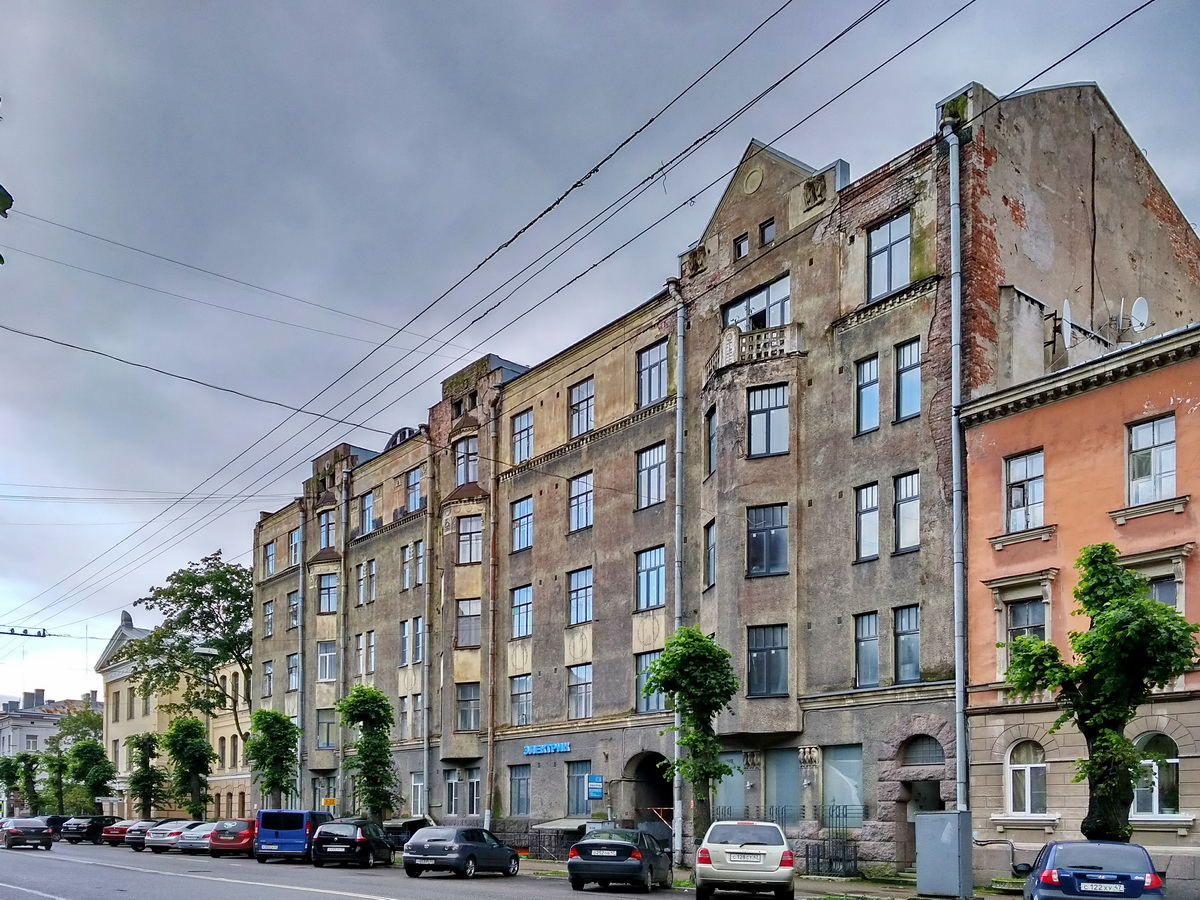
Дом компании «Альфа» (1909 г.)
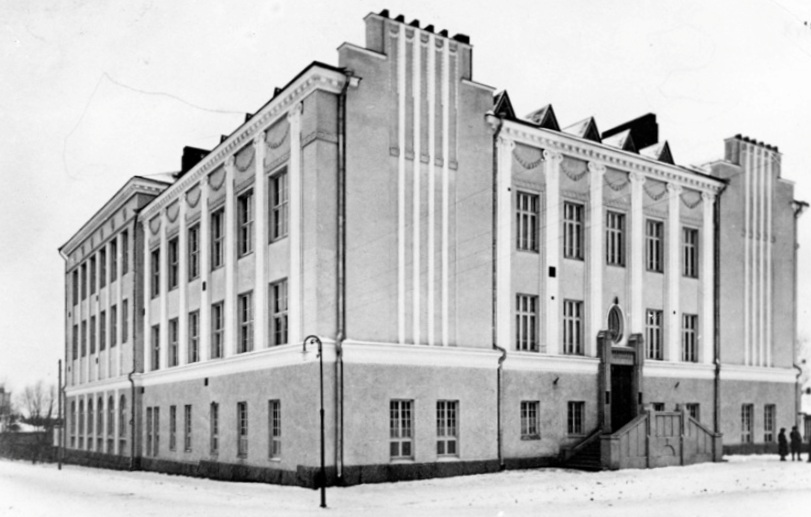
Финское новое совместное училище (1913 г.)